# Asia Cup 2018
Asia Cup 2018 (anche nota come Unimoni Asia Cup) è un torneo internazionale di cricket One Day International (ODI) che si disputerà negli Emirati Arabi, a settembre del 2018. Sarà la quattordicesima edizione dell'Asia Cup e la terza volta che il torneo avrà luogo negli Emirati Arabi Uniti, dopo quelli svoltasi nel 1984 e nel 1995. I giocatori dell'India sono i campioni in carica.
I cinque membri titolari dell'Asian Cricket Council parteciperanno al torneo: Afghanistan, Bangladesh, India, Pakistan e Sri Lanka. A seguito Hong Kong, che ha vinto l'Asia Cup Qualifier tournament del 2018. Hong Kong perse lo stato ODI dopo essere finito decimo nel Cricket World Cup Qualifier del marzo del 2018. Tuttavia, nel 9 settembre 2018, l'International Cricket Council (ICC) premiò l'Hong Kong assegnandogli lo stato ODI.

## Contesto
Inizialmente, il torneo doveva svolgersi in India, ma fu spostato negli Emirati Arabi Uniti a causa delle perduranti tensioni politiche tra l'India e il Pakistan.
Nel 29 ottobre del 2015, dopo l'incontro a Singapore dell'Asian Cricket Council, il segretario del Board of Control for Cricket in India (BCCI) dichiarò che il torneo si sarebbe svolto in India. Nell'agosto del 2017, la BCCI richiese l'autorizzazione da parte del governo per poter avviare il torneo, a seguito dello spostamento in Malesia della 2017 ACC Under-19 Asia Cup. Nell'aprile del 2018, Mohammed bin Zayed Al Nahyan, principe ereditario di Abu Dhabi, chiese se la BCCI e l'ACC fossero disposte a tenere il torneo ad Abu Dhabi, per cercare di garantire la partecipazione del Pakistan.
Il Pakistan era previsto che ospitasse il 2018 ACC Emerging Teams Asia Cup prima del torneo, ad aprile. Ma con l'annuncio che l'Asia Cup si sarebbe giocata negli Emirati Arabi Uniti, la Emerging Teams Asia Cup venne spostata al dicembre del 2018, con lo Sri Lanka previsto come co-organizzatore assieme al Pakistan.

## Formato
Il programma e il formato del torneo fu annunciato il 24 luglio del 2018, le 6 squadre divise in due gruppi da tre. I due team vincitori da ciascun gruppo progrediranno alla sezione Super Four del torneo. Da qui, i 2 vincitori della sezione Super Four si scontreranno nella finale. Nella partita di apertura ci sarà il Bangladesh contro lo Sri Lanka, partita che si disputerà al Dubai International Cricket Stadium.

## Squadre
- Afghanistan, Membro titolare ICC
- Bangladesh, Membro titolare ICC
- India, Membro titolare ICC
- Pakistan, Membro titolare ICC
- Sri Lanka, Membro titolare ICC
- Hong Kong, vincitore 2018 Asia Cup Qualifier

## Giocatori
| Afghanistan | Bangladesh | Hong Kong | India | Pakistan | Sri Lanka |
| --- | --- | --- | --- | --- | --------- |
| - Asghar Afghan (c) - Javed Ahmadi - Munir Ahmad - Yamin Ahmadzai - Aftab Alam - Ihsanullah - Rashid Khan - Wafadar Momand - Mohammad Nabi - Gulbadin Naib - Rahmat Shah - Hashmatullah Shahidi - Mohammad Shahzad (wk) - Samiullah Shenwari - Sayed Shirzad - Mujeeb Ur Rahman - Najibullah Zadran | - Mashrafe Mortaza (c) - Shakib Al Hasan (vc) - Liton Das - Ariful Haque - Mominul Haque - Abu Hider - Rubel Hossain - Tamim Iqbal - Nazmul Islam - Mahmudullah - Mehidy Hasan Miraz - Mohammad Mithun - Mushfiqur Rahim (wk) - Mustafizur Rahman - Mosaddek Hossain Saikat - Nazmul Hossain Shanto | - Anshuman Rath (c) - Tanwir Afzal - Nadeem Ahmed - Tanveer Ahmed - Haroon Arshed - Christopher Carter - Babar Hayat - Aftab Hussain - Raag Kapur - Aizaz Khan - Ehsan Khan - Nizakat Khan - Waqas Khan - Cameron McAuslan - Scott McKechnie - Ehsan Nawaz - Kinchit Shah | - Rohit Sharma (c) - Shikhar Dhawan (vc) - Khaleel Ahmed - Jasprit Bumrah - Yuzvendra Chahal - MS Dhoni (wk) - Kedar Jadhav - Dinesh Karthik (wk) - Bhuvneshwar Kumar - K. L. Rahul - Manish Pandey - Hardik Pandya - Axar Patel - Ambati Rayudu - Shardul Thakur - Kuldeep Yadav | - Sarfraz Ahmed (c, wk) - Shaheen Afridi - Asif Ali - Hasan Ali - Mohammad Amir - Faheem Ashraf - Babar Azam - Junaid Khan - Shadab Khan - Usman Khan - Shoaib Malik - Shan Masood - Mohammad Nawaz - Haris Sohail - Imam-ul-Haq - Fakhar Zaman - Imad Wasim - Angelo Mathews (c) - Amila Aponso - Dushmantha Chameera - Dinesh Chandimal (wk) - Akila Dananjaya - Niroshan Dickwella (wk) - Danushka Gunathilaka - Shehan Jayasuriya - Suranga Lakmal - Lasith Malinga - Kusal Mendis - Dilruwan Perera - Kusal Perera (wk) - Thisara Perera - Kasun Rajitha - Dasun Shanaka - Dhananjaya de Silva - Upul Tharanga |           |

Prima dell'inizio del torneo, Wafadar Momand fu escluso dalla squadra dell'Afghanistan a causa di un infortunio e successivamente rimpiazzato da Yamin Ahmadzai, mentre Mominul Haque venne aggiunto alla squadra del Bangladesh. Dinesh Chandimal fu escluso dalla squadra dello Sri Lanka a causa di lesioni alle dita, rimpiazzato poi da Niroshan Dickwella.

## Stadi
| Emirati Arabi Uniti                 | Emirati Arabi Uniti               |
| Dubai                               | Abu Dhabi                         |
| ----------------------------------- | --------------------------------- |
| Dubai International Cricket Stadium | Sheikh Zayed Cricket Stadium      |
| Coordinate: 25°02′48″N 55°13′08″E   | Coordinate: 24°23′47″N 54°32′26″E |
| Capienza: 25,000                    | Capienza: 20,000                  |
| Partite: 8                          | Partite: 5                        |
|                                     |                                   |

## Fase a gironi

### Gruppo B
| Team        | P | W | L | T | NR | Pts | NRR    |
| ----------- | - | - | - | - | -- | --- | ------ |
| Afghanistan | 0 | 0 | 0 | 0 | 0  | 0   | +0.000 |
| Bangladesh  | 0 | 0 | 0 | 0 | 0  | 0   | +0.000 |
| Sri Lanka   | 0 | 0 | 0 | 0 | 0  | 0   | +0.000 |

## Super Four
| Team | P | W | L | T | NR | Pts | NRR    |
| ---- | - | - | - | - | -- | --- | ------ |
| TBD  | 0 | 0 | 0 | 0 | 0  | 0   | +0.000 |
| TBD  | 0 | 0 | 0 | 0 | 0  | 0   | +0.000 |
| TBD  | 0 | 0 | 0 | 0 | 0  | 0   | +0.000 |
| TBD  | 0 | 0 | 0 | 0 | 0  | 0   | +0.000 |